# Municipio de Homen
El municipio de Homen (en inglés: Homen Township) es un municipio ubicado en el condado de Bottineau en el estado estadounidense de Dakota del Norte. En el año 2010 tenía una población de 118 habitantes y una densidad poblacional de 1,02 personas por km².

## Geografía
El municipio de Homen se encuentra ubicado en las coordenadas 48°56′35″N 100°16′18″O / 48.94306, -100.27167. Según la Oficina del Censo de los Estados Unidos, el municipio tiene una superficie total de 115.3 km², de la cual 100,24 km² corresponden a tierra firme y (13,06 %) 15,06 km² es agua.

## Demografía
Según el censo de 2010, había 118 personas residiendo en el municipio de Homen. La densidad de población era de 1,02 hab./km². De los 118 habitantes, el municipio de Homen estaba compuesto por el 92,37 % blancos, el 6,78 % eran amerindios y el 0,85 % eran de una mezcla de razas. Del total de la población el 0 % eran hispanos o latinos de cualquier raza.